# 천시통
천시통(陳希同,진희동, 1930년 6월 10일 ~ 2013년 6월 2일)은 중국공산당 중앙정치국의 일원이자 베이징시의 전 시장이다. 1995년 부패 혐의로 사무직에서 해임되었다.

## 생애
1930년 6월 10일 쓰촨성 안웨현에서 태어났다. 18세에 베이징 대학을 다녔고 중국어를 전공했다. 1949년에 중국공산당에 입당했다.

## 정치 경력
1979년 11월 베이징시의 부시장으로 선출되었다.

## 사망
2013년 6월 2일에 암으로 사망했다.